# Audi (singel)
Audi (zapis stylizowany: audi) – singel polskiej piosenkarki Sanah oraz Mięthy z albumu studyjnego Uczta. Singel został wydany 28 marca 2022 roku. Tekst utworu został napisany przez Zuzannę Irenę Grabowską i Mięthy.
Nagranie otrzymało w Polsce status złotej płyty w 2022 roku.
Singel zdobył ponad 3 miliony wyświetleń w serwisie YouTube (2023) oraz ponad 5 milionów odsłuchań w serwisie Spotify (2023).

## Nagrywanie
Utwór został wyprodukowany przez Arkadiusza. Tekst do utworu został napisany przez Zuzannę Irenę Grabowską i Mięthy.

## Twórcy
- Sanah, Mięthy – słowa[1][2]
- Zuzanna Irena Grabowska, Mięthy – tekst[1]
- Arkadiusz – produkcja[1][2]

## Certyfikaty
| Kraj          | Certyfikat  |
| ------------- | ----------- |
| Polska (ZPAV) | złota płyta |